# Sigmund Gerstl

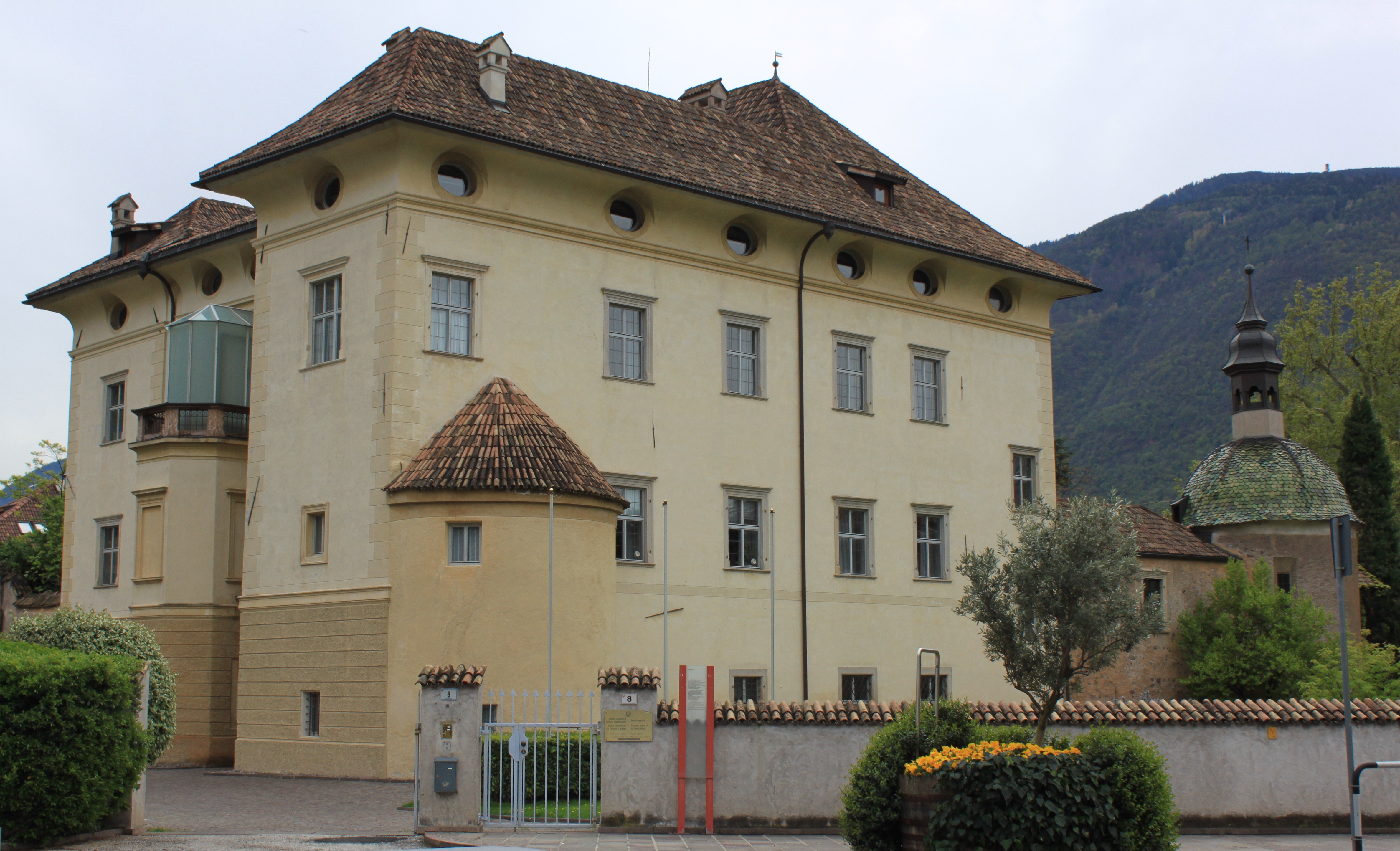
Der Ansitz Gerstburg (Nordwestansicht)

Sigmund Gerstl (auch Sigmund Gerstel; ab 1488 Sigmund Gerstl zu Gerstburg) war in der zweiten Hälfte des 15. Jahrhunderts mehrfacher Bürgermeister der Stadt Bozen. Als oberster kommunaler Amtsträger fungierte er 1474, 1480 und 1486/87.
Um 1488 erwarb Gerstl eine ehemals „Zum Winkel“ genannte Hofstelle in der Nähe von Burg Maretsch und erhielt auf der zum Ansitz Gerstburg erhobenen Besitzung das Adelsprädikat Sigmund Gerstl zu Gerstburg.
Ab 1469 ist Gerstl auch als Amtmann der Herren von Niedertor bezeugt, deren Bozner Besitzungen er verwaltete. 1466 und 1476 ist als Inhaber des Bürgerrechts bezeugt. In den Jahren von 1490 als 1498 wirkte er als Vorstand des örtlichen Heiliggeistspitals. Ab 1497 fungierte Gerstl als landesfürstlicher Steuereinbringer König Maximilians I. in Tirol.
In einem Bozner Gebäudesteuerverzeichnis von 1497 werden zwei Häuser unter den nördlichen Bozner Lauben als Gerstls haus bzw. Gerstls heusl bezeichnet. Im selben Jahr verlieh Gerstl einem Steffan Aichpuchler zu Boczen einen am Bozner Boden gelegenen Weingarten gegen Abgabe von Weiß- und Schwarzwein in die Gerstburg.